# 牵牛星号
牵牛星号 (Altair) 太空船，即以前的月面着陆器 (LSAM)，是 NASA 的星座计划中的登月舱，宇航员计划在2019年乘坐此太空船在月球着陆。牵牛星号将同时用于奔月飞行任务和月球驻扎任务。

## 命名
2007年12月13日，NASA 将月面着陆器正式取名为「牵牛星号」。牵牛星是北半球夜空中第12明亮的星体，位于天鹰座。在拉丁文中，天鹰 (Aquila) 意思是鹰，这使人联想到阿波罗11号的登月舱鹰号。牵牛星这个名称本身 (Altair) 也是阿拉伯语‎ (al-ṭā'ir) ，意思是鹰，大鸟，或者飞行者。
在NASA正式公布名称之前，媒体也曾猜测其他名称。在設計團隊的投票中，選擇了 Altair 而不是 Pegasus。

## 描述
NASA 對牽牛星號只進行了概念設計，並未實際建造太空飛行器。原本計畫預定在 2018 年首次執行飛行測試計畫，以及計畫在 2020 年之前將船員和一些月球表面探測系統送至月球。
和阿波羅登月小艇 (Apollo Lunar Module) 相同，牵牛星号的登陸器也有两级，下降級 (descent stage) 將用於容納太空員、生命維持設備，以及升降級 (ascent-stage) 的馬達和轉向火箭所需的燃料。
牵牛星号船艙也和阿波羅登月小艇一樣，設計基於一個圓筒形結構，但當代的藍圖和電腦模擬顯示採用了垂直圓筒形結構。與先前設計只有兩人乘坐的阿波羅登月小艇不同，牽牛星號的設計是為了將全部四人的船員送到月球表面，而臨時空置的獵戶座船艙則會保持在月球軌道上。
牵牛星号被設計為能夠在地球之外（太空和月球表面）運行長達 210 個地球日的時間。還具備無人飛行任務的能力，就像阿波羅應用計劃中提出的 LM Truck 概念一樣。如下是三种牵牛星号可采取的任务模式：
1. 乘员飞行模式
2. 乘员驻扎模式 (无空气锁)
3. 无人货运模式，可将15吨货物送往月球

牽牛星號與阿波羅登月小艇在設計上有兩扇艙門：一扇門位於頂部，用於連接牽牛星號與獵戶座船艙之間的通道，另一扇門則用於進入月球表面。與阿波羅登月小艇不同，牽牛星號將在艙室和主門之間擁有一個類似太空梭和國際太空站的氣閘艙。該氣閘艙除了保持艙內壓力，也能夠讓太空員穿戴或卸除太空服，不會讓潛在危險的月球塵埃帶入主要船艙內。而與阿波羅登月小艇不同的是，牽牛星號允許太空員在艙外活動期間，氣閘艙內的區域壓力被抽空讓艙內保持正常壓力，這可以避免太空服在作業期間發生異常時，太空員可以快速返回牽牛星號進行更換，而不需要終止整個太空任務，且在登月期間，登陸小組能夠完成大部分任務，享受為期七天的月球逗留。
战神五号只有10米直径，而牵牛星号带起落架有15米，因此采用了收缩设计以使牵牛星号能放入战神五号的整流罩。
牵牛星号还将使用改进的厕所（类似于国际空间站和俄罗斯联盟号飞船上使用的厕所）一个食物加热器，激光测距系统。飞船仪表采用玻璃座舱设计，采用波音787的电脑系统。

### 发动机
牵牛星号的下降段采用低温发动机，上升段采用自燃推进剂发动机。低温和自燃推进剂都采用氦气高压喂送，而没有使用大多数火箭采用的泵压设计。
任务要求牵牛星号能从赤道面或大倾角面降落到极地着陆区，着陆器下降段采用RL10火箭发动机（曾用于德尔塔四号，半人马座上面级），使用液氢液氧推进剂。上升段则使用一台喷气飞机公司的AJ-10发动机。

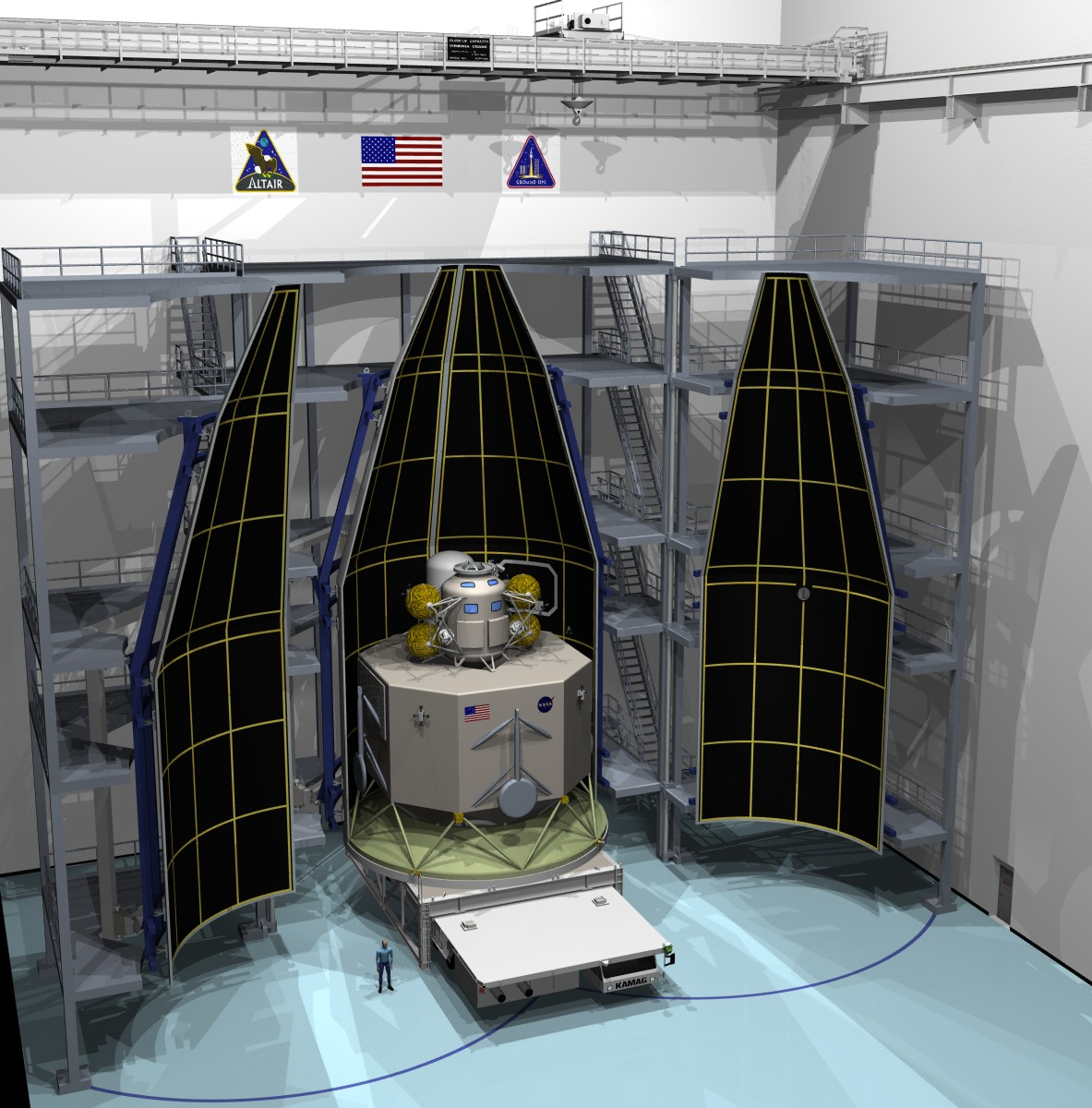
關於牽牛星號的模型

NASA曾倾向于在上升段使用液氧甲烷发动机，因为考虑到未来的登陆火星计划，火星上的二氧化碳(CO2)与氢气通过萨巴蒂埃反应在催化剂作用下可生成甲烷。而成本高昂和不成熟的甲烷发动机技术迫使NASA改为采用低温发动机。

## 在轨集合
考虑到牵牛星号和地球出发级的尺寸和质量，它们将被战神五号送入低地球轨道，而战神一号搭载猎户座号载人太空船升空与之交汇对接，随后前往月球。而如果是无人货运，则在地球出发级点火前往月球前，太空船还要做一次自检。

## 飞行计划
- 牵牛星1号 - 2018年12月
- 牵牛星2号 - 2019年6月
- 牵牛星3号 - 2019年12月
- 牵牛星4号 - 2020年6月

## 研发
牵牛星号的研发由约翰逊航天中心的星座月球着陆器工程小组负责。他们则直接与曾参与阿波罗计划的宇航员，工业供应商及大学联系研发牵牛星号。曾制造阿波罗登月舱的諾斯洛普·格魯門公司被邀请协助进行牵牛星概念设计。